# Жеребцово (Смоленская область)
 Жеребцо́во — урочище, несуществующая ныне деревня в Сычёвском районе Смоленской области России. Расположена в северо-восточной части области, в 5 км к западу от Хлепня. Дороги не существует. Можно достичь пешком из Хлепня или Аристово. Проезд возможен лишь в сухое время года из Хлепня.

## История
В годы Великой Отечественной войны деревня Жеребцово стала ареной ожесточённых боёв. В ноябре 1942 года части 20-й армии Западного фронта вышли к деревне в ходе операции «Марс». Деревня оказалась на пути частей Красной Армии, пытавшихся прорвать оборону противника на пути к железной дороге Вязьма-Ржев. Деревня десятки раз переходила из рук в руки. Местные жители назвали места в районе Жеребцово «Долиной смерти». После Великой Отечественной войны деревня была возрождена и исчезла с карты местности позже, в результате укрупнения сельских населенных пунктов.

## Достопримечательности
Обелиск частям 20, 30 и 31 армий Западного фронта.